# Louis Renard (réseau)
Pour le fondateur du réseau, voir Louis Renard.
Le réseau Renard est un groupe de résistance à l'occupation nazie dans le Poitou fondé dès 1940 par Louis Renard,. L'objectif du réseau était d'assurer des opérations de propagande anti-vichyste (journal clandestin Le Libre Poitou) puis de préparer l'accueil de troupes d'invasion d'Angleterre et d'établir des liaisons avec d'autres groupes de résistants. Il fut découvert en été 1942. 74 personnes furent arrêtées, principalement à Poitiers. La plupart furent relâchées mais 29 personnes ont été déportées en Allemagne début 1943. 19 moururent en Allemagne dont 10 par décapitation à la prison de Wolfenbüttel, Basse-Saxe, le 3 décembre 1943, 10 en revinrent.

## Création du réseau
En 1939-1940, Louis Renard est officier interprète de liaison entre les armées française et britannique. Après la défaite, Louis Renard s'emploie non seulement au développement d'un groupe local de résistants, mais encore à la fédération des bonnes volontés et des petits cercles de résistants qui éclosent un peu partout dans le Poitou. Une liaison est établie avec l'Armée des Volontaires à Paris (1941). Ses adjoints sont Louis Toussaint, Gaston Chapron et Noël Sorin.

## Activités et chute du réseau
La principale activité de résistance de l'organisation a été de publier un journal libre : le Libre Poitou pendant une grande partie de l'occupation allemande et de fédérer ainsi "les bonnes volontés".
Sa dernière opération a été la création d'une liste de personnes présumées favorables à la résistance, et modérées politiquement, d'inspiration gaulliste, en vue de les "mobiliser" pour une action sur le terrain le moment venu, en cas de débarquement anglo-américain, afin de faire pièce aux communistes en cas de libération du territoire. Renard charge Louis Cartan, jeune professeur à la faculté des sciences, de masquer la centaine de noms qui composent la liste. Pour cela, le scientifique utilise des formules chimiques, ce qui lui permet de la dissimuler parmi les instruments de travail de son laboratoire.
En raison du zèle de deux employés de la Poste de Niort qui avaient intercepté des instructions clandestines cachées dans un colis, l'existence du réseau Renard arriva jusqu'à la Police française, qui procéda aux premières arrestations. Les autorités considèrent en effet que l’affaire entre complètement dans le champ d’application de l’accord qui vient juste d’être conclu entre René Bousquet et le général Carl Oberg, chef des SS et de la police, pour organiser la lutte contre la résistance naissante (voir article sur la Collaboration policière sous le régime de Vichy).

## Arrestations
À partir du 27 août 1942, sur la centaine de personnes figurant sur la liste, environ 80 sont arrêtées à Niort, à Poitiers, à Richelieu, à Mirebeau, à Civray, à Chinon, etc.; par un service de police français: la SRAJOP d'Angers (service de répression des menées anti-nationales). Toutefois plusieurs policiers de Poitiers, membres ou en lien avec le réseau Renard, étaient au courant de l'enquête et ont pu prévenir Louis Renard, Gaston Chapron, et Noël Sorin, les deux derniers parvenant à s'échapper,: le commissaire Albert Petit, le secrétaire de police Jean Stator, le rédacteur de la préfecture Jean Egreteau, le secrétaire de police Charles Bichat. Louis Renard est néanmoins arrêté le 30 août. Des policiers allemands assistent aux interrogatoires.
Les interrogatoires et perquisitions permirent ensuite aux policiers français de prendre connaissance de l'existence de la liste, puis de décrypter son contenu. Parmi les 97 hommes qui paraissent sur cet état, on relève des universitaires, des étudiants, des commerçants, des employés, des juristes, des membres du clergé. La liste fut transmise à la Gestapo (SIPO-SD) qui laissa la police politique de Vichy procéder aux arrestations successives en août et septembre 1942, d'environ 80 personne dont les noms figuraient sur la liste. Parmi les personnes arrêtées, la plupart sont libérés. Il s'agissait bien souvent de personnalités réputées fiables et à sympathies gaullistes, ou de connaissances, parfois intimes, parfois lointaines, de Louis Renard, mais pas forcément engagées activement dans la Résistance.
Le 12 février 1943, les 29 membres du Réseau encore emprisonnés sont transférés à Fresnes.
| Nom, Profession                                                          | Naissance         | Naissance                 | Camp de concentration/ Lieu de la mort                      | Mort pour La France                         | Rescapé                                        | Honneurs | Source |
| Nom, Profession                                                          | Date              | Lieu                      | Camp de concentration/ Lieu de la mort                      | Mort pour La France                         | Rescapé                                        | Honneurs | Source |
| ------------------------------------------------------------------------ | ----------------- | ------------------------- | ----------------------------------------------------------- | ------------------------------------------- | ---------------------------------------------- | --- | ------ |
| Maurice Aguillon, député                                                 | 17 mai 1897       | Mirebeau                  | Gross-Rosen                                                 | Mars 1945                                   |                                                | | [ 13 ] |
| Henri Auroux                                                             | 1901-1947         |                           |                                                             |                                             | Juin 1945                                      | | [ 14 ] |
| Fabien Billard, Curé                                                     | 1875              |                           | Gross-Rosen                                                 | 2 février 1945                              |                                                | | [ 15 ] |
| Daniel Bonnin, Abbé                                                      | 19 mars 1907      | Loubille (79)             | Boelcke-Kaserne, Nordhausen (Camp de concentration de Dora) | 4 avril 1945                                |                                                | Chevalier de la Légion d'honneur, Médaille de la Résistance française, Croix de Guerre 1939-1945 | [ 16 ] |
| Louis Bordas                                                             | 12 décembre 1880  | Poitiers                  | Camp de concentration de Hinzert                            | 14 mars 1943                                |                                                | |        |
| Marcel Brunier                                                           | 1922-1998         |                           |                                                             |                                             | Avril 1945 (Camp de concentration de Dachau)   | | [ 17 ] |
| Louis Cartan, Physicien                                                  | 19 décembre 1909  | Paris                     | Prison de Wolfenbüttel, (Basse-Saxe, Allemagne)             | décapité, 3 décembre 1943                   |                                                | Chevalier de la Légion d’honneur, Croix de guerre avec palme, médaille de la Résistance; figure au Panthéon, sur la plaque commémorative des écrivains morts pour la France                                                   | [ 18 ] |
| Charles Charpentier, Avocat                                              | 30 mai 1870       | Paris                     | Gross-Rosen                                                 | 16 novembre 1944                            |                                                | Chevalier de la Légion d’honneur (1917), Croix de guerre avec palme. | [ 19 ] |
| Georges Duret, Prêtre, Professeur de lettres                             | 12 novembre 1887  | La Bruffière (Vendée)     | Prison de Wolfenbüttel                                      | 30 mai 1943                                 |                                                | Mort pour la France, nom figure enfin au Panthéon, sur la plaque commémorative des écrivains morts pour la France | [ 20 ] |
| Charles Maurice Grillas                                                  | 1905-1981         | Champagné-St-Hilaire (86) |                                                             |                                             | 27 avril 1945 Prison de Brandebourg            | |        |
| André Guillon, Employée                                                  | 11 septembre 1896 | Maisons-Alfort (75)       |                                                             | 8 février 1944, Prison de Breslau (Wrocław) |                                                | |        |
| Gaston Pierre Hulin, Avocat, Journaliste, Sous-secrétaire d'État, Député | 24 juillet 1882   | Poitiers                  | Gross-Rosen                                                 | 29 Novembre 1944                            |                                                | Mort pour la France |        |
| Pierre Kédinger                                                          | 1921-1992         | Sierck-les-Bains          |                                                             |                                             | Juin 1945                                      | Officier de la Légion d’honneur, Croix de guerre 1939-1945, Médaille de la Résistance, Médaille de la Reconnaissance française                                                                                                |        |
| Aimé Lambert, Moine Bénédictin                                           | 15 septembre 1874 | Crottet, Ain              | Prison de Wolfenbüttel                                      | décapité, 3 décembre 1943                   |                                                | Mort pour la France | [ 21 ] |
| Théodore Lefebvre, géographe, professeur d'université                    | 23 février 1889   | Croix (Nord)              | Prison de Wolfenbüttel                                      | décapité, 3 décembre 1943                   |                                                | Capitaine de l’armée française à titre posthume, Mort pour la France | ,      |
| Jaques Levrault, lycéen à Poitiers                                       | 25 novembre 1922  | Le Vigeant (Vienne)       | Prison de Wolfenbüttel                                      | décapité, 3 décembre 1943                   |                                                | Mort pour la France, mort en déportation, chevalier de la Légion d’honneur à titre posthume | [ 24 ] |
| Raymond Marot                                                            | 3 février 1910    | Migné-Auxances, Vienne    |                                                             |                                             | Dachau, 29 Avril 1945                          | | [ 25 ] |
| Jaques Moreau, étudiant en philosophie                                   | 27 décembre 1920  | Sainte-Cécile (Vendée)    | Prison de Wolfenbüttel                                      | décapité, 3 décembre 1943                   |                                                | Mort pour la France, mort en déportation, Croix de guerre avec palme, médaille de la Résistance avec rosette, chevalier de la Légion d’honneur à titre posthume                                                               | [ 26 ] |
| Clément Péruchon, lycéen à Poitiers                                      | 20 février 1923   | Iteuil                    | Prison de Wolfenbüttel                                      | décapité, 3 décembre 1943                   |                                                | Mort pour la France, mort en déportation, capitaine de l’armée française à titre posthume, Médaille de la Résistance | [ 27 ] |
| Pierre Pestureau, huissier                                               | 1er mars 1903     | Saint-Pierre-d'Exideuil   | Prison de Wolfenbüttel                                      | décapité, 3 décembre 1943                   |                                                | Mort pour la France, mort en déportation | ,      |
| Jean Albert Petit, commissaire de police                                 | 16 août 1888      | Marthon                   |                                                             |                                             | Dachau, 29 avril 1945                          | |        |
| Norbert Portejoie                                                        | 8 août 1896       | Civray (Vienne)           |                                                             |                                             | Prison de Brandebourg, 27 avril 1945           | |        |
| Gaston Préaux, militaire, adjudant-chef ouvrier, méchanicien             | 17 août 1893      | Clichy                    |                                                             |                                             | Dachau, 29 avril 1945                          | Capitaine de l’armée française (titulé 1947) |        |
| Paul Préaux, employé de la Banque de France                              | 3 juin 1921       | Aslonnes, Vienne          | Prison de Wolfenbüttel                                      | décapité, 3 décembre 1943                   |                                                | Mort pour la France, déporté et interné de la Résistance (DIR), mort en déportation, capitaine de l’armée française à titre posthume, chevalier de la Légion d’honneur, Croix de guerre avec palme, Médaille de la Résistance | [ 30 ] |
| Louis Renard, avoué, chef du réseau Renard                               | 7 décembre 1893   | Poitiers                  | Prison de Wolfenbüttel                                      | décapité, 3 décembre 1943                   |                                                | Chevalier de la Légion d’Honneur (1916), Mort pour la France, déporté et interné de la Résistance (DIR), mort en déportation, Médaille de la Résistance                                                                       | [ 31 ] |
| Joseph Riedinger                                                         | 29 juin 1882      | Wintzenheim               |                                                             |                                             | Camp de concentration de Hinzert               | Médaille de la Résistance |        |
| Francis Texier                                                           | 2 décembre 1919   | Paris                     |                                                             |                                             | Prison de Brandenbourg - Görden, 27 avril 1945 | |        |
| Louis Toussaint, professeur à l'EPS                                      | 27 décembre 1905  | Le Vigeant                | Prison de Wolfenbüttel                                      | décapité, 3 décembre 1943                   |                                                | Croix de guerre, chevalier de la Légion d’honneur à titre posthume | [ 32 ] |
| André Verbruggen                                                         | 30 juin 1921      |                           | Gross-Rosen                                                 | 28 février 1945                             |                                                | |        |

## Déportations
Le 18 février 1943, les captifs sont déporté dans le 21ème train de l'action Nacht und Nebel à Trèves, en application du décret. Le 29, ils sont transportés au camp spécial SS de Hinzert où meurent Louis Bordas et Joseph Riedinger, de coups et mauvais traitements. Le 19 avril, ils sont transférés à la prison NN de Wolfenbüttel près de Brunswick. Le 13 octobre 1943, Louis Renard et dix de ses compagnons comparaissent devant le 2e sénat du Volksgerichtshof. Les chefs d'accusation sont "aide à l'ennemi, organisation d'un réseau, espionnage". Tous sont condamnés à mort.

## Exécutions

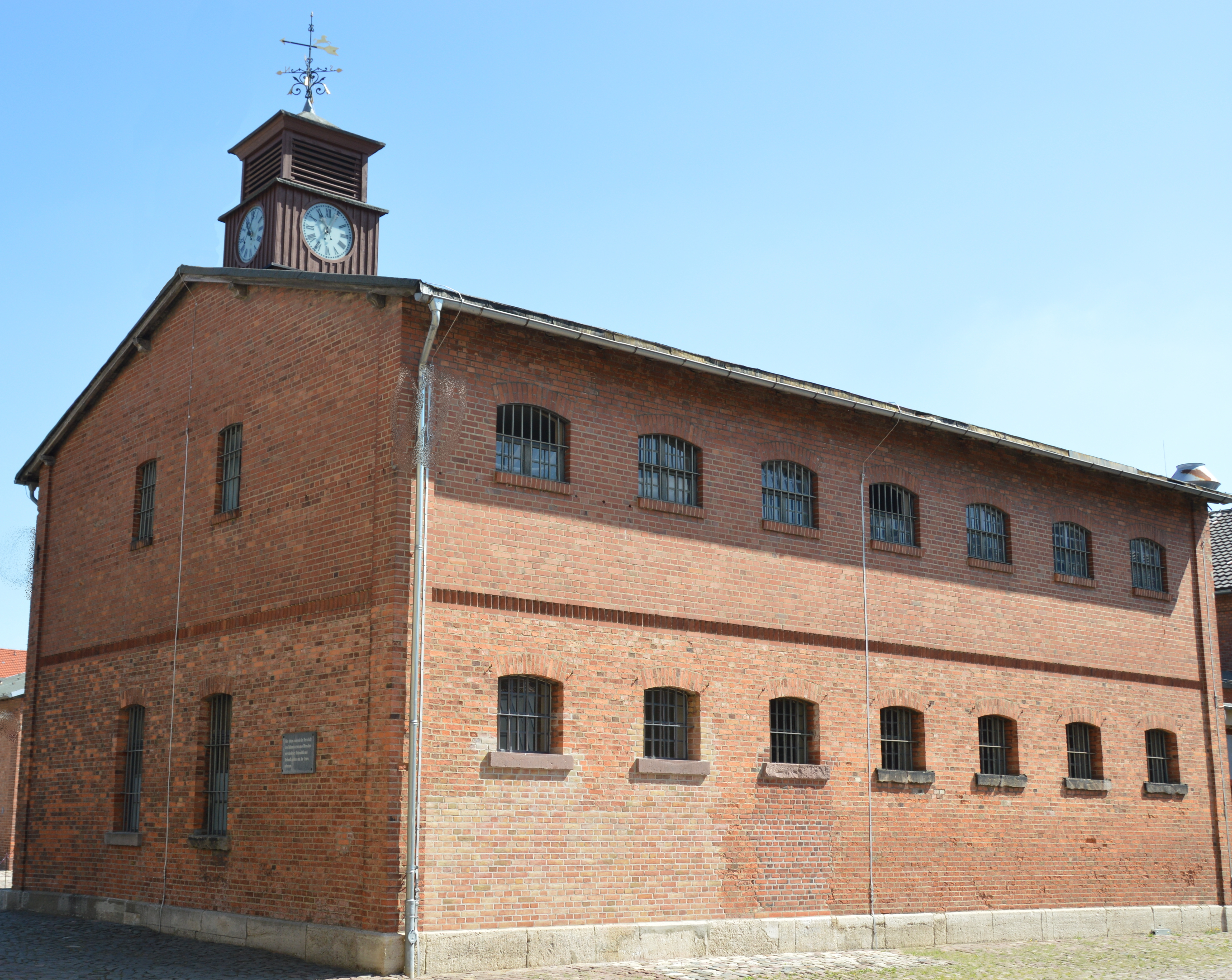
Bâtiment des exécutions à la prison de Wolfenbüttel

Le 3 décembre 1943, les condamnés sont guillotinés dans la chambre d'exécution de la prison : Louis Renard, 49 ans, avoué et bâtonnier ; Louis Toussaint, 38 ans, professeur ; Louis Cartan, 34 ans, professeur ; Théodore Lefebvre, 54 ans, professeur ; Georges Duret, 56 ans, chanoine et professeur ; Pierre Pestoureau, 40 ans, huissier ; Aimé Lambert, 69 ans, moine bénédictin ; Jacques Moreau, 23 ans, étudiant ; Clément Peruchon, 20 ans, étudiant ; Paul Préaux, 22 ans, employé de banque ; Jacques Levrault, 21 ans, étudiant.

## Travaux forcés
Le 14 octobre 1943, les militants épargnés par le VGH sont envoyés, les uns à la Prison de Brandebourg où ils sont gardés sans jugement jusqu'à la libération, les autres à Breslau, siège d'un Sondergericht (tribunal spécial) compétent dans les affaires Nacht und Nebel. Condamnés à des peines de travaux forcés, ils sont emprisonnés, puis, quand la procédure NN tombe en désuétude, transférés aux camps de Gross-Rosen, Dachau ou Dora. La plupart des rescapés mourront des suites de leur captivité.

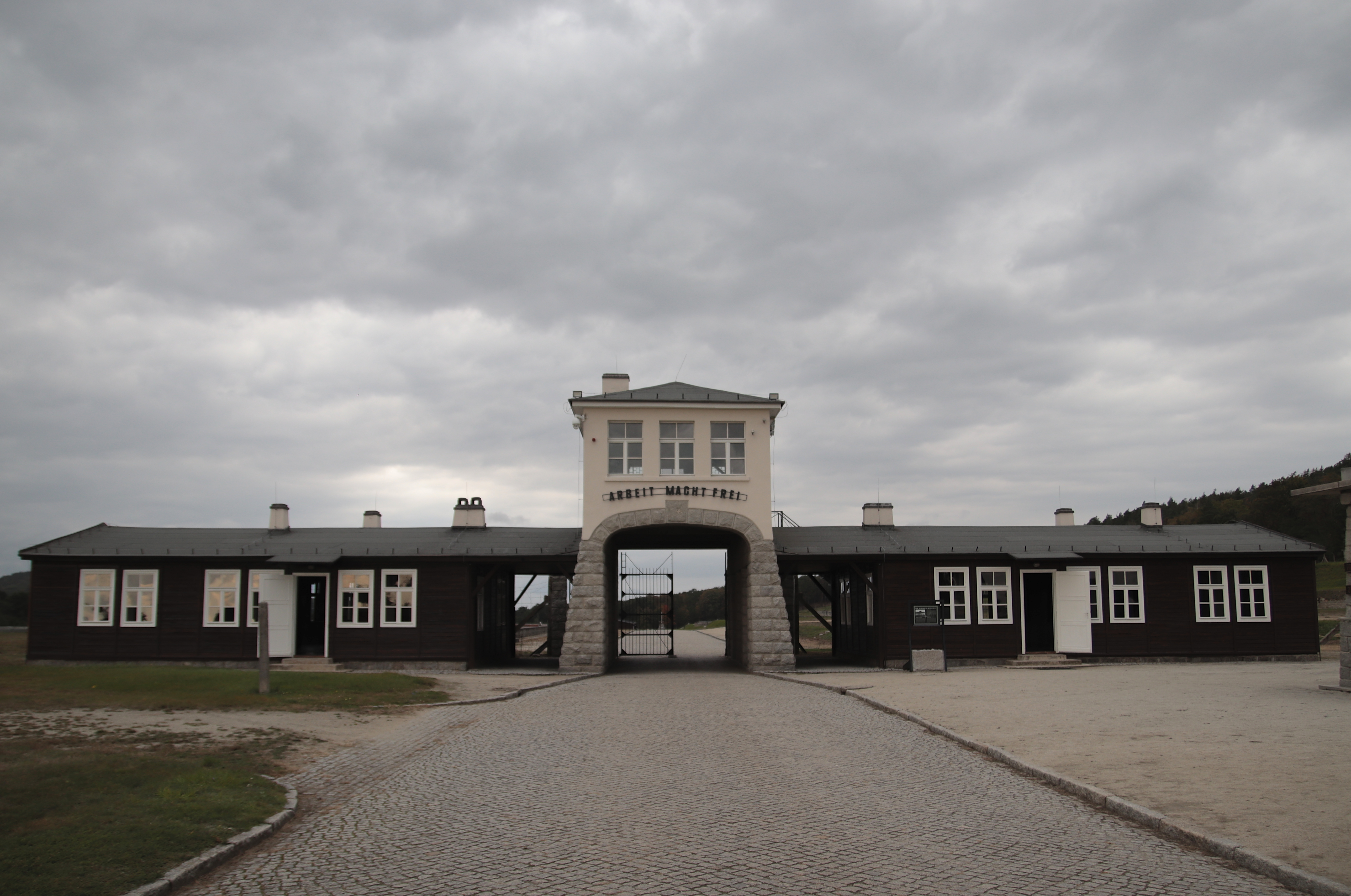
Entrée du camp de concentration de Gross-Rosen

## Membres du réseau échappé aux arrestations
- Pierre Bernanose (28 juillet 1925-17 aout 1944): Pierre Bernanose était membre du Reseau Renard en tant qu'élève du lycée Henri IV. Son nom figurait sur la fameuse liste[37]. Il s'est réfugié à Rouen avec sa famille et a rejoint le réseau Turma-Vengéance comme son père et son frère. Le 17 août, il a été tué à Savigny-l’Evescaut (Vienne) en combattant les troupes allemandes. Son père est mort au camp de concentration de Dora le 27 juillet 1944, son frère est décédé des conséquences de sa déportation au camp de concentration de Dachau le 1er juillet 1950[38].
- Gaston Chapron (1894-1983)
- Jean Multon (1908-1946)[39]
- André Péchereau (1921-1999)[40]
- Noël Sorin (1893-1945): Adjoint de Louis Renard, membre de l'Armée des Volontaires (résistance). Déporté le 15 août 1944, Noël Sorin meurt le 4 janvier 1945 à Ellrich[41]

## Hommages
Un monument en hommage au réseau Renard et à ses 52 agents morts pour la France a été élevé au cimetière Chilvert, à Poitiers.
Certains historiens ont dénombrés que le réseau comptait pas moins de 172 membres au total mais le chiffre exacte semble difficile à établir précisément en raison de la "création précoce du mouvement et sa chute précipitée".